# كورتني غينز
كورتني غينز (بالإنجليزية: Courtney Gains)‏ مواليد 22 أغسطس 1965 في لوس أنجلوس، هو ممثل أمريكي بدأ مسيرته الفنية سنة 1984.

## الأعمال
- أطفال الذرة
- العودة إلى المستقبل
- سويت هوم ألاباما
- أسرع
- ليلة الموتى الأحياء

## روابط خارجية
- كورتني غينز على موقع IMDb (الإنجليزية)
- كورتني غينز على موقع ألو سيني (الفرنسية)
- كورتني غينز على موقع أول موفي (الإنجليزية)
- كورتني غينز على موقع قاعدة بيانات الأفلام السويدية (السويدية)
- كورتني غينز على موقع قاعدة بيانات الفيلم (الإنجليزية)
- كورتني غينز على موقع كينوبويسك (الروسية)